# 四倉町中島
四倉町中島（よつくらまち なかじま）は、福島県いわき市の大字である。郵便番号は979-0215。

## 地理
いわき市北東部の四倉地区に属する。北から東にかけで四倉町白岩、南東で四倉町戸田、南から西にかけ四倉町玉山とそれぞれ隣接する。概ね町村制施行以前の磐城郡中島村の流れを汲む地域である。二級水系夏井川水系仁井田川左岸支流の白岩川下流右岸域と袖玉山川下流左岸域に挟まれた地域を主な範囲とし、川沿いの平地のほかは山林が広がる。平地には水田や観光農場が広がり、袖玉山川北側の山裾に集落が位置する。内郷御厩町内に所在するいわき中央警察署及び四倉町に所在する平消防署四倉分署がそれぞれ管轄にあたる。

### 主な字
字
- 三反田
- 中島
- 反町
- 六重代

### 河川
- 白岩川（二級水系夏井川水系）
- 袖玉山川（二級水系夏井川水系）

## 歴史
- 1879年1月27日 - 笠間藩領中島村が福島県内における郡区町村制の施行により磐城郡の村となる[4]。
- 1889年4月1日 - 町村制の施行により中島村が戸田村、玉山村、白岩村、上柳生村、下柳生村、山田小湊村、薬王寺村、駒込村、八茎村、山小屋村と合併し、大野村が発足する。旧中島村域は大野村の大字となる。[4]。
- 1896年4月1日 - 磐城郡と周辺郡との合併により石城郡が発足し、石城郡大野村となる[4]。
- 1955年3月10日 - 大野村が四ツ倉町、大浦村と合併して、四倉町が発足し、四倉町の大字となる[4]。
- 1966年10月1日 - 四倉町が平市・磐城市・常磐市・勿来市・内郷市、石城郡小川町・遠野町・川前村・田人村・好間村・三和村、双葉郡久之浜町・大久村と合併しいわき市となり、いわき市四倉地区の大字となる[4]。

## 世帯数と人口
2023年10月31日現在の世帯数と人口は以下の通りである。
| 大字       | 世帯数 | 人口  |
| ---------- | ------ | ----- |
| 四倉町中島 | 48世帯 | 114人 |

## 小・中学校の学区
市立小・中学校に通う場合、学区は以下の通りとなる。
| 番地 | 小学校               | 中学校               |
| ---- | -------------------- | -------------------- |
| 全域 | いわき市立大浦小学校 | いわき市立四倉中学校 |

## 交通

### 道路
- 常磐自動車道
  - いわき四倉インターチェンジ
- 福島県道35号いわき浪江線
- 福島県道41号小野四倉線（南端部をかすめる）
- 福島県道363号八茎四倉線

## 施設
- ワンダーファーム
- JRとまとランド いわきファーム
- 福寿院
- 鎮守熊野神社